# Marija Jurjewna Nowolodskaja
Marija Jurjewna Nowolodskaja, auch Mariia Novolodskaia, (russisch Мария Юрьевна Новолодская; * 28. Juli 1999 in Weliki Nowgorod) ist eine russische Radrennfahrerin, die Rennen auf Bahn und Straße bestreitet.

## Sportliche Laufbahn
2016 wurde Marija Nowolodskaja Junioren-Weltmeisterin in der Einerverfolgung, bei den Junioren-Europameisterschaften errang sie Silber in derselben Disziplin. Im Einzelzeitfahren der Juniorinnen belegte sie bei den Straßenweltmeisterschaften Platz fünf. Im Jahr darauf errang sie zwei Medaillen bei den Junioren-Weltmeisterschaften sowie vier Medaillen bei den Junioren-Europameisterschaften auf der Bahn; bei den Straßenweltmeisterschaften wurde sie Vierte im Straßenrennen und Fünfte im Einzelzeitfahren.
2018 erhielt Nowolodskaja einen Vertrag beim Team Cogeas-Mettler. Beim tschechischen Radrennen Gracia Orlová gewann sie die Nachwuchswertung und wurde Dritte in der Gesamtwertung. Diese Platzierungen konnte sie 2019 wiederholen. Bei der Tour de Feminin – O cenu Českého Švýcarska wurde sie 2018 Vierte. Ebenfalls Vierte wurde sie 2019 in der Gesamtwertung der Tour of Uppsala. Bei den Europaspielen 2019 errang sie gemeinsam mit Diana Klimowa Bronze im Zweier-Mannschaftsfahren und ebenfalls jeweils Bronze bei den U23-Europameisterschaften in Einerverfolgung und Zweier-Mannschaftsfahren (mit Marija Miljajewa).
2021 startete Marija Nowolodskaja bei den Olympischen Spielen in Tokio und errang mit Gulnas Chatunzewa die Bronzemedaille im Zweier-Mannschaftsfahren.

## Privates
Marija Nowolodskaja wuchs mit elf Geschwistern auf. Neben ihrer Radsportlaufbahn studiert sie an einer Universität in Sankt Petersburg.

## Erfolge

### Bahn
2016
- Junioren-Weltmeisterin – Einerverfolgung
- Junioren-Europameisterschaft – Einerverfolgung

2017
- Junioren-Weltmeisterschaft – Punktefahren, Zweier-Mannschaftsfahren (mit Darja Malkowa)
- Junioren-Europameisterschaft – Einerverfolgung, Zweier-Mannschaftsfahren (mit Darja Malkowa)
- Junioren-Europameisterschaft – Omnium, Mannschaftsverfolgung (mit Anastassija Lukaschenko, Darja Malkowa und Karine Minasjan)

2018
- Junioren-Europameisterin – Zweier-Mannschaftsfahren (mit Diana Klimowa)

2019
- Russische Meisterin – Einerverfolgung
- Europaspiele – Zweier-Mannschaftsfahren (mit Diana Klimowa)
- U23-Europameisterschaft – Einerverfolgung, Zweier-Mannschaftsfahren (mit Marija Miljajewa)

2020
- U23-Europameisterin – Omnium
- Europameisterschaft – Zweier-Mannschaftsfahren (mit Diana Klimowa)
- Europameisterschaft – Omnium

2021
- Olympische Spiele – Zweier-Mannschaftsfahren (mit Gulnas Chatunzewa)
- Russische Meisterin – Zweier-Mannschaftsfahren (mit Aljona Iwantschenko)

### Straße
2017
- Russische Junioren-Meisterin – Einzelzeitfahren

2018
- Nachwuchswertung Gracia Orlová

2019
- Nachwuchswertung Gracia Orlová
- U23-Europameisterschaft – Einzelzeitfahren

2020
- Grand Prix World’s Best High Altitude
- Grand Prix Mount Erciyes 2200 mt